# Trust (film 2010)
Trust è un film del 2010 diretto da David Schwimmer.
Il soggetto riguarda la vicenda di una ragazzina violentata da un uomo adulto conosciuto via Internet e i riflessi che questo comporta nella sua vita e in quella della sua famiglia, con particolare riferimento al padre, interpretato da Clive Owen. Il film è stato globalmente molto apprezzato dalla critica.

## Trama
Annie è una ragazzina di 14 anni che vive la propria adolescenza serenamente in una famiglia felice, dividendo le giornate tra la scuola, le amiche, la pallavolo e le chat. È proprio in una di queste chat che conosce e si innamora di Charlie, un ragazzo di 16 anni con il quale inizia una relazione virtuale.
Charlie, ormai divenuto suo confidente, afferma prima di avere 20 anni, poi 25. Mentre i genitori di lei sono assenti, Charlie chiede a Annie di conoscersi. La ragazzina accetta, e in un centro commerciale i due finalmente si vedono: Charlie si rivela essere un uomo di più di 35 anni, ma Annie accetta di seguirlo in una stanza d'albergo e consuma passivamente e in modo totalmente assente la sua prima volta, registrata da una telecamera.
Tre giorni dopo Annie è turbata per l'assenza di Charlie e lo rivela alla sua migliore amica, che a sua volta avverte la polizia, che esegue per le analisi di rito e per dare il via alla ricerca del maniaco. I genitori si sentono responsabili di quanto accaduto, ma mentre la madre asseconda le indicazioni degli psicologi che suggeriscono di essere vicini alla ragazza e confortarla in un momento di grande difficoltà, nel padre prevale un sentimento di rivalsa. L'impotenza dell'uomo si traduce nella cieca volontà di fare giustizia, col risultato però di non ottenere niente dal lato delle indagini, di crearsi problemi al lavoro e di vedersi allontanare gli affetti.
A complicare le cose c'è l'atteggiamento di Annie che a lungo resta convinta dell'innocenza di Charlie. Questo finché la polizia non le mostra le foto di altre tre ragazzine, tutte molto somiglianti a lei, oggetto di violenze da parte dello stesso soggetto, da tempo ricercato dall'FBI. Così realizza con dolore di essere stata vittima di plagio.
In un sito Internet la ragazza viene pesantemente dileggiata con insulti e fotomontaggi osé che alludono alla sua triste esperienza; Annie ha un crollo e tenta di suicidarsi con delle pillole, venendo salvata dai genitori appena in tempo.
Il padre, conscio di aver sbagliato tutto, riconquista la fiducia della figlia che, dopo aver ascoltato la commossa confessione del suo amorevole fallimento, torna ad abbracciarlo.
Prima dei titoli di coda viene mostrata una breve scena in cui il violentatore di Annie appare nelle sue vesti di professore, padre e marito esemplare, libero e assolutamente insospettabile.

## Distribuzione
La première del film si è avuta il 10 settembre 2010 al Toronto International Film Festival.